# 彼得斯多夫 (巴伐利亚州)
彼得斯多夫是德国巴伐利亚州的一个市镇。总面积19.50平方公里，总人口1652人，其中男性834人，女性818人（2011年12月31日），人口密度85人/平方公里。